# Mike Hawthorn
John Michael "Mike" Hawthorn, född 10 april 1929 i Mexborough i England, 
död 22 januari 1959 i Guildford, var en 
brittisk racerförare.

## Racingkarriär
Hawthorn inledde sin formel 1-karriär under den femfaldige världsmästaren Juan Manuel Fangios storhetstid under 1950-talet. Den lovande Hawthorn, som hade börjat köra för Ferrari, lyckades vinna Frankrikes Grand Prix 1953 före just Fangio det året. Hawthorn blev nu rubrikernas man i kvällspressen, men i första hand för att han anklagades för att ha smitit från militärtjänsten. Faktum var att han hade en defekt njure och allvarliga brännskador efter en motorcykelkrasch 1954, vilket tillsammans gjorde honom olämplig av medicinska orsaker. 
Hawthorn tävlade även i sportvagnsracing och 1955 vann han Le Mans 24-timmars, trots att han var inblandad i en fruktansvärd krasch som dödade 80 åskådare.

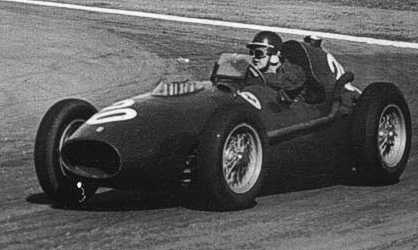
Mike Hawthorn i en Ferrari Dino 246 F1 i.

Hawthorn körde för Ferrari till och med 1955 och därefter för diverse andra stall men återvände till Ferrari 1957. Hans stallkamrat och näre vän Peter Collins omkom under Tysklands Grand Prix 1958. 
Hawthorn fortsatte och blev senare världsmästare i formel 1 1958. Han bröt därmed Juan Manuel Fangios långa rad av mästerskapstitlar. 
Efter säsongen slutade Hawthorn med racing och började en lovande karriär som affärsman. Men lyckan vände, i början av 1959 omkom han i en krasch med sin Jaguar.
Till hans minne instiftade hans familj Hawthorn Memorial Trophy.

## F1-karriär
| Säsong                | Stall/Tillverkare                                              | Placering             | Lopp  | Poäng | Etta | Tvåa | Trea | Pole | Varv |
| --------------------- | -------------------------------------------------------------- | --------------------- | ----- | ----- | ---- | ---- | ---- | ---- | ---- |
| 1952                  | Archie Bryde (Cooper-Bristol) Leslie Hawthorn (Cooper-Bristol) | 5                     | 5     | 10    |      |      | 1    |      |      |
| 1953                  | Ferrari                                                        | 4                     | 8     | 19    | 1    |      | 2    |      |      |
| 1954                  | Ferrari                                                        | 3                     | 8     | 24,6  | 1    | 3    |      |      | 1    |
| 1955                  | Ferrari Vanwall                                                | -                     | 3 2   |       |      |      |      |      |      |
| 1956                  | Vanwall BRM Maserati                                           | 11                    | 1 3 1 | 4     |      |      | 1    |      |      |
| 1957                  | Ferrari                                                        | 4                     | 6     | 13    |      | 1    | 1    |      |      |
| 1958                  | Ferrari                                                        | 1                     | 10    | 42    | 1    | 5    | 1    | 4    | 5    |
| Sammanlagt 7 säsonger | Sammanlagt 7 säsonger                                          | Sammanlagt 7 säsonger | 47    | 112,6 | 3    | 9    | 6    | 4    | 6    |

| 1. Frankrike 1953 2. Spanien 1954 3. Frankrike 1958 |

| 1. Storbritannien 1954 2. Tyskland 1954 3. Italien 1954 4. Tyskland 1957 5. Belgien 1958 6. Storbritannien 1958 7. Portugal 1958 8. Italien 1958 9. Marocko 1958 |

| 1. Storbritannien 1952 2. Tyskland 1953 3. Schweiz 1953 4. Argentina 1956 5. Storbritannien 1957 6. Argentina 1958 |

| 1. Belgien 1958 2. Frankrike 1958 3. Tyskland 1958 4. Marocko 1958 |

| 1. Storbritannien 1954 2. Monaco 1958 3. Belgien 1958 4. Frankrike 1958 5. Storbritannien 1958 6. Portugal 1958 |